# Освальд (циклон)
Циклон «Освальд» (англ. Cyclone Oswald) — руйнівний тропічний циклон, який пройшов над частинами Квінсленда та Нового Південного Уельсу, Австралія. Найбільше постраждали прибережні регіони Квінсленда: Мундуббера, Ейдсволд, Гайнда та Бандаберг у Широкій затоці – Бернетт. У багатьох місцях загальна кількість опадів за січень встановила нові рекорди. У всьому регіоні збитки від негоди та повеней склали щонайменше 2,5 мільярда доларів.
Було евакуйовано 7500 жителів та пацієнтів лікарні Бандаберга. Будинки були повністю змиті, а частини каналізаційної мережі міста зруйновані. У багатьох районах спостерігалися перебої в транспортному сполученні, включаючи пошкодження численних мостів, перебої в зв’язку, відключення електроенергії та проблеми з водопостачанням. Довелося провести кілька аварійно-рятувальних робіт

## Метеорологічна історія
17 січня Центри попереджень про тропічні циклони Австралійського бюро метеорології та Об’єднаний центр попереджень про тайфуни почали спостерігати за тропічним мінімумом, який розвинувся для подальшого розвитку над затокою Карпентарія. Протягом наступних двох днів мінімум розвивався, перш ніж система вийшла на сушу на південний-захід від Борролула вранці 19 січня, де можливість подальшого розвитку була неможлива. До 20 січня система продовжувала рухатись над землею та пізніше повернулась назад в затоку Карпентарія. З'явившись над водою, система швидко організувалася та зміцнилася було присвоєно ім'я Освальд рано 21 січня.
Радіолокаційні зображення з острова Морнінгтон відобразили чітко виражену циркуляцію на низькому рівні з чіткими смугами, що загортаються в центр. Розташований у дуже вологій повітряній масі та над теплими водами затоки, очікувалося деяке посилення перед тим, як Освальд вразив півострів Кейп-Йорк. Приблизно через 12 годин після того, як було названо, шторм вдруге досяг берега на північ від Кованьями з вітром 65 км/год (40 миль/год), а остаточне попередження було видано TCWC у Брісбені. Незважаючи на те, що система була над сушею, вона змогла підтримувати певну циркуляцію та поступово реорганізувалася, просуваючись на південний-захід. До 23 січня глибока конвекція відновилася над циркуляцією, і на півночі встановився сильний мусонний потік. Система високого тиску над Новою Зеландією заблокувала рух системи низького тиску на схід, подалі від узбережжя Квінсленда, дозволяючи низькому тиску повільно рухатися вздовж узбережжя Квінсленда, що також призвело до зупинки поблизу Рокхемптона та в південному Квінсленді; подача вологого повітря з Коралового моря в мінімум, що призвело до великої зони конвективної активності з пов'язаними сильними опадами над Новим Південним Уельсом, дозволило низині рухатися на південь у Тасманове море. Сприятливі умови на верхньому рівні та достатня вологість дозволили системі зберегти свою ідентичність, незважаючи на те, що вона залишалася над сушею протягом тривалого періоду часу. До 30 січня система подолала понад 3000 км (1900 миль), а її залишки пройшли на південь від Сіднея в Новому Південному Уельсі, виходячи в Тасманове море.

## Підготовка

### Квінсленд
В якості запобіжного заходу 25 січня прем'єр-міністр Квінсленда Кемпбелл Ньюман наказав запобіжно спустити воду з дамби Вівенго, щоб збільшити здатність дамби пом'якшувати наслідки повені. Також були зроблені скиди води з дамби North Pine.

## Вплив

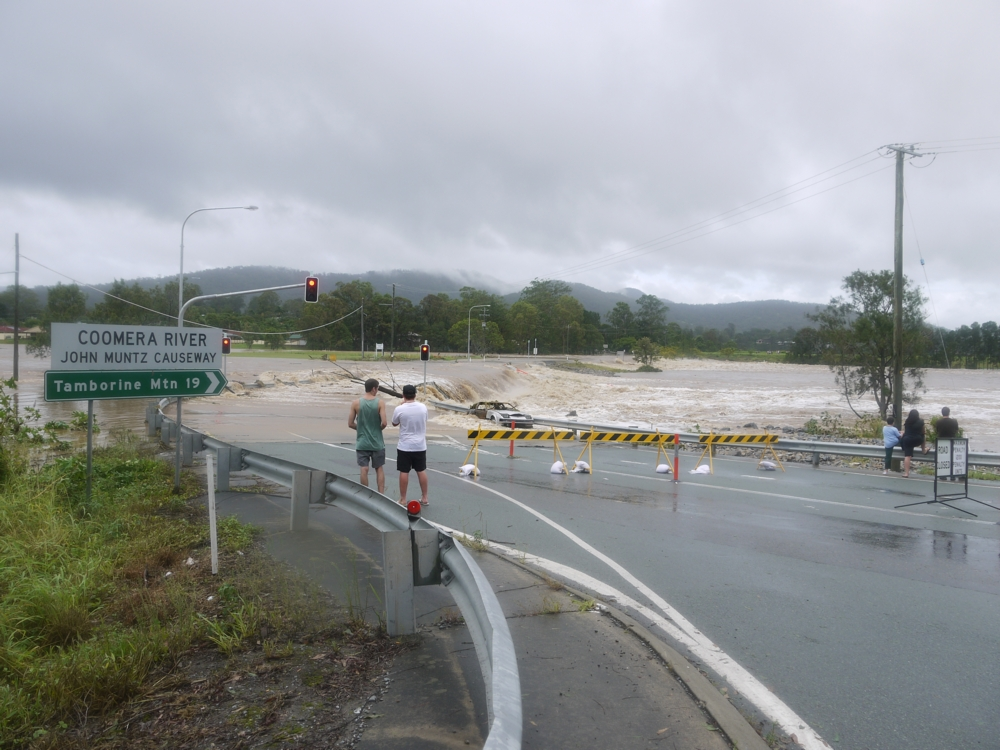
Дорога Джона Мунца поблизу Оксенфорда, штат Квінленд, була затоплена та закрита 28 січня 2013 року після сильних дощів

### Новий Південний Уельс
Через загрозу сильних дощів було оголошено попередження про повені для більшої частини північної частини Нового Південного Уельсу. До 28 січня було оголошено попередження про помірні та великі повені для річок Беллінджер , Калланг, Маклі , Меннінг , Намбукка та Твід , а також для Камден-Хейвена , долини Кларенс (включаючи річку Орара ) та Гастінгса . Попередження про сувору погоду також діяли на більшій частині штату, вказуючи на загрозу сильних дощів, руйнівних вітрів і небезпечного моря. Сотні мандрівників застрягли в аеропорту Сіднея, оскільки рейси були скасовані через небезпечний вітер.<ref>Ilya Gridneff and Megan Levy (28 січня 2013). Lismore residents prepare to evacuate as torrential rain and wild winds head towards Sydney. The Sydney Morning Herald. Архів оригіналу за 29 січня 2013. Процитовано 29 січня 2013.</ref